# Leonor Llausás
Leonor Llausás Tostado (Durango, 3 de agosto de 1929-Ciudad de México, 13 de febrero de 2003) fue una actriz mexicana. 
Entre sus trabajos más destacados se encuentra su participación en las películas Los Fernández de Peralvillo (1954), Ensayo de un crimen (1955), Las Poquianchis (1976), y Que viva Tepito! (1981).

## Biografía y carrera
Originaria de Durango, estudió actuación con el maestro Seki Sano. Hizo su debut como actriz en 1952 en la obra Un alfiler en los ojos de Edmundo Báez. Al año siguiente debutó en cine en la película El vagabundo junto a Germán Valdés "Tin-Tan". Tuvo una destacada carrera como actriz de cine y televisión, actuó en películas como Ensayo de un crimen de Luis Buñuel, Los Fernández de Peralvillo, basada en la obra homónima de Juan H. Durán y Casahonda (por el que ganó un Ariel a Mejor Actriz), Talpa, Los albañiles, Que viva Tepito, Veneno para las hadas y El imperio de la fortuna entre muchas otras. En televisión destacó en telenovelas como La hiena, Juana Iris, Dulce desafío, Madres egoístas y El premio mayor entre muchas otras.
En 1987, recibió la medalla de honor "Virginia Fábregas" que otorga la ANDA.
Su último trabajo como actriz fue en la telenovela Salud, dinero y amor, la secuela de El premio mayor interpretando a Doña Anita, la madre del protagonista. 

### Muerte
El 13 de febrero de 2003, Llausás falleció en Ciudad de México a los 73 años de edad. Su cuerpo fue cremado en el Panteón Español.

## Filmografía

### Cine
- De muerte natural (1996)
- Filtraciones (1992)
- El motel de la muerte (1990)
- Pánico en el bosque (1989)
- Les pyramides bleues (1988)
- La pandilla infernal (1987)
- Asesinato en la plaza Garibaldi (1987)
- Robachicos (1986)
- El imperio de la fortuna (1986)
- Astucia (1986)
- Amor a la vuelta de la esquina (1986)
- El otro (1986)
- La pintada (1986)
- Historias violentas (1985)
- Los náufragos del Liguria (1985)
- Mexicano ¡Tú puedes! (1985)
- Little Treasure (1985)
- El embustero (1985)
- Gavilán o paloma (1985)
- El billetero (1984)
- El tonto que hacía milagros (1984)
- Noche de carnaval (1984)
- Historia de una mujer escandalosa (1984)
- La muerte cruzó el río Bravo (1984)
- El mil usos II (1984)
- Veneno para las hadas (1984)
- Under Fire (1983)
- Eréndira (1983)
- Un hombre llamado el diablo (1983)
- Cosa fácil (1982)
- Es mi vida (1982)
- La casa de Bernarda Alba (1982)
- Una leyenda de amor (1982)
- El día que murió Pedro Infante (1982)
- El infierno de todos tan temido (1981)
- Que viva Tepito! (1981)
- El héroe desconocido (1981)
- Allá en la plaza Garibaldi (1981)
- Misterio (1980)
- Para usted jefe (1980)
- Palenque sangriento (1980)
- Crónica roja (1979)
- Guyana: Crime of the century (1979)
- El año de la peste (1979)
- Los pequeños privilegios (1978)
- Los amantes fríos (1978)
- La güera Rodríguez (1978)
- La viuda negra (1977)
- Los albañiles (1976)
- Las Poquianchis (1976)
- Chin Chin el Teporocho (1976)
- ...Y la mujer hizo al hombre (1975)
- La casa de Bernarda Alba (1974)
- Fe, esperanza y caridad (1974)
- La tigresa (1973)
- La derrota (1973)
- Tacos al carbón (1972)
- La muerte en el desfiladero (1963)
- El asaltacaminos (1962)
- Una canción para recordar (1960)
- Dos maridos baratos (1960)
- Herencia trágica (1960)
- La tijera de oro (1960)
- La ley del más rápido (1959)
- La edad de la tentación (1959)
- Maratón de baile (1958)
- Cuatro copas (1958)
- Al compás del rock and roll (1957)
- Cien muchachas (1957)
- Talpa (1956)
- Ensayo de un crimen (1955)
- El pueblo sin Dios (1955)
- Una mujer en la calle (1955)
- La desconocida (1954)
- Los Fernández de Peralvillo (1954)
- El vagabundo (1953)

### Televisión
- Salud, dinero y amor (1997) .... Doña Anita López
- El premio mayor (1995-1996) .... Doña Anita López
- Volver a empezar (1994-1995)
- Las secretas intenciones (1992) .... Emma
- La sonrisa del diablo (1992)
- Yo no creo en los hombres (1991) .... Honoria
- Madres egoístas (1991) .... Josefa
- Días sin luna (1990)
- Teresa (1989-1990) .... Gudelia
- Simplemente María (1989-1990)
- La casa al final de la calle (1989)
- Dulce desafío (1988-1989) .... Gregoria
- Tal como somos (1987-1988)
- Hora marcada (1986)
- Martín Garatuza (1986) .... Cleofas
- Juana Iris (1985) .... Gudelia
- La pasión de Isabela (1984-1985)
- Aprendamos juntos (1982)
- Lágrimas de amor (1979)
- La hiena (1973-1974) .... Sacra
- Penthouse (1973)

## Premios y nominaciones

### Premios Ariel
| Año  | Categoría                  | Película                    | Resultado |
| ---- | -------------------------- | --------------------------- | --------- |
| 1981 | Mejor coactuación femenina | Que viva Tepito!            | Nominada  |
| 1977 | Mejor actriz               | Las Poquianchis             | Nominada  |
| 1957 | Mejor actriz de cuadro     | Talpa                       | Nominada  |
| 1956 | Mejor actriz de cuadro     | Una mujer en la calle       | Nominada  |
| 1955 | Mejor actriz de cuadro     | Los Fernández de Peralvillo | Ganadora  |

### Diosas de Plata
| Año  | Categoría    | Película        | Resultado |
| ---- | ------------ | --------------- | --------- |
| 1977 | Mejor actriz | Las Poquianchis | Ganadora  |

- Ganadora de la Medalla Virginia Fábregas otorgada por la ANDA (1987)